# Yacout El-Soury
Gaber Yacout El-Soury (zm. 2 lipca 1987 w Aleksandrii) – egipski piłkarz, reprezentant kraju. Podczas kariery występował na pozycji obrońcy.

## Kariera klubowa
Podczas kariery piłkarskiej Yacout El-Soury występował w klubie Al-Ittihad Aleksandria.

## Kariera reprezentacyjna
Yacout El-Soury występował w reprezentacji Egiptu w latach dwudziestych i trzydziestych. W 1934 roku uczestniczył w mistrzostwach świata. Na mundialu we Włoszech był rezerwowym i nie wystąpił w żadnym spotkaniu. Uczestniczył w igrzyskach olimpijskich w 1928 w Amsterdamie. Wystąpił we wszystkich czterech meczach Egiptu z: Turcją, Portugalią, Argentyną oraz przegranym 3-11 spotkaniu o brązowy medal z Włochami.